# L'Anti-Edipo
L'Anti-Edipo è il primo di due volumi dal titolo Capitalismo e schizofrenia (il secondo è Mille piani) nato dalla collaborazione tra i due filosofi francesi Gilles Deleuze e Félix Guattari (quest'ultimo anche psicanalista).
L'Anti-Edipo, pur differenziandosi nettamente da altre teorie, nondimeno attinge a molte delle concezioni precedenti, tra cui:
- i testi di Antonin Artaud e Claude Lévi-Strauss
- la filosofia di Baruch Spinoza, Karl Marx e Friedrich Nietzsche
- l'opera psicanalitica di Jacques Lacan e di Serge Leclaire.

## Temi trattati
«Il parallelismo Marx-Freud resta del tutto sterile ed indifferente, mettendo in scena termini che s'interiorizzano o si proiettano l'uno nell'altro senza cessare di essere estranei, come in quella famosa equazione denaro = merda. In verità, la produzione sociale è unicamente la produzione che desidera sé stessa in determinate condizioni».
L'Anti-Edipo, pubblicato nel 1972, ha come compito quello di tornare sull'errore che costituisce secondo gli autori il desiderio concepito come mancanza («l'inconscio non è un teatro, ma un'officina, una macchina per produrre»), e postula che non è la follia a dover essere ricondotta all'ordine, ma al contrario è il mondo moderno ovvero l'insieme degli ambiti sociali che devono essere interpretati anche in funzione della singolarità del folle («l'inconscio non delira sui propri genitori, bensì sulle razze, le tribù, i continenti, la storia e la geografia, sempre un ambito sociale»). Secondo gli autori, solo il desiderio – o la dimensione del fatto che rivela il desiderio – garantisce la libera configurazione delle singolarità e delle forze nel mettere la storia in movimento.

## Situazione
Si può, a partire da Freud e dall'espansione della psicanalisi, tracciare di nuovo una genealogia culturale ed intellettuale che, da Reich (La funzione dell'orgasmo) a Marcuse (Eros e civiltà) passando per Foucault (Storia della follia nell'età classica), l'antipsichiatria (La politica dell'esperienza di Laing) o ancora Lawrence (Eros et les chiens) e Miller (Amleto), sfocia ne l'Anti-Edipo. Esso fa parte di quelle opere che, alla maniera di qualche contemporaneo, (Foucault, Lyotard, Castoriadis, Baudrillard), spingono a riconsiderare la questione del potere, soprattutto riguardo ai meccanismi per i quali il potere repressivo venga introiettato dagli oppressi. Primo grande libro dell'epoca del Maggio 68, ebbe una grossa eco (ma pochissima stima da parte degli psicanalisti, per la maggior parte ostili al suo indirizzo), in particolare presso autori riscoperti ai nostri giorni dal pensiero «gay», come ad esempio Hocquenghem (Il desiderio omosessuale) o Wittig (Il pensiero eterosessuale).

## Sentieri di lettura

### Il Reale ed il suo artificio
Secondo l'Anti-Edipo, l'individuo pratico non costituirebbe un punto di partenza (non più che le strutture) nell'ordine della conoscenza e della prassi storica: bisogna invece vederlo come risultato della repressione sociale, cioè del modo in cui le forze attive dell'inconscio si sono strutturate nelle forme storiche dell'uomo e del mondo; o, se si preferisce, come l'effetto di un processo di registrazione sociale delle forme fluide della vita pulsionale, che dà luogo simultaneamente all'individuo, alla famiglia, alla struttura economica, ai modi di produzione, ecc. Se l'individuo e la struttura si ritrovano a fronteggiarsi in un rapporto speculare infinito, è sul fondo di questa registrazione repressiva o, meglio, di questa strutturazione che si trova il fondamento materiale di tutti i nostri sistemi di rappresentazione. Ma questa strutturazione uomo/mondo non è un'illusione della coscienza, uno strato ideologico che si sovrappone al reale deformandolo: essa è reale, appartiene al reale: gli individui ed il mondo, le forze di lavoro ed il capitale, il soggetto e la struttura esistono realmente in una materialità istituzionale irriducibile e piena d'energia viva. È su questo campo reattivo della storia che si costituiscono la coscienza scientifica e la rappresentazione.

### «Tutto è politico»
Nei suoi Dialoghi con Claire Parnet, Deleuze ha detto
«Ci si obietta che sottraendo il desiderio alla mancanza e alla legge, non si potrà ottenere altro che uno stato di natura, un desiderio realizzato naturalmente e spontaneamente. Noi diciamo esattamente il contrario: non esiste desiderio se non all'interno del costruire o dell'operare. Non si può afferrare o concepire un desiderio al di fuori di una determinata costruzione, su di un piano che non sia preesistente, ma che deve esso stesso essere costruito. Che ciascuno, gruppo o individuo, costruisca il piano immanente dove condurre la sua vita ed i suoi progetti è la sola cosa che conta. Al di fuori di queste condizioni, viene infatti a mancare qualcosa, ma si tratta precisamente delle condizioni che rendono il desiderio possibile».
Questo costruttivismo definisce tipicamente il movimento «schizoanalitico» che gli autori propongono contro la psicanalisi («edipica»).

### «Sento di star divenendo diverso, dunque io ero, dunque sono stato me stesso!»
Come inventare o reinventare le possibilità dei singoli in tutta la vita, al di là delle loro qualità particolari, senza fonderli in una massa indifferenziata? Come credere al mondo come sorgente di questi movimenti inediti che attraversano le città e i nostri modi di abitarvi? Sta lì il problema della minoranza in Kafka; è anche il problema melvilliano di uno spazio dinamico dove le singolarità possano comporsi come in un «muro di pietre libere, non cementate, dove ogni elemento si colloca per sé stesso e tuttavia in rapporto agli altri: relazioni fluttuanti, punti mobili e linee sinuose...» (Deleuze, Critica e clinica). Questo è ciò che Deleuze e Guattari cercano di introdurre nel concetto stesso di politica e di «dignità democratica». Ed è forse attraverso la lettura deleuziana di Spinoza che si possono rintracciare degli elementi di una concezione «immanentista» della democrazia, basata sulle possibilità e sui loro rapporti alla libera parola, e non su un contratto ed una verità di stato (come in Hobbes). Ne consegue una politica del «virtuale» e non del solo possibile, che aprirà il senso stesso della politica ad una sperimentazione irriducibile:
«Il problema non è mai stato nella natura di tale o talaltro gruppo [d'appartenenza] esclusivo, ma nelle relazioni trasversali dove gli effetti prodotti da tale o talaltra cosa (omosessualità, droga, ecc.) possono sempre essere prodotti in maniera diversa. Contro quelli che pensano "io sono questo, io sono quello", e che pensano ancora così in maniera psicanalitica (in riferimento al loro passato o al loro futuro), bisogna pensare in termini incerti, improbabili: io non so cosa sono, nonostante tutte le ricerche e i tentativi compiuti, non-narcisistici, non-edipici – nessun pederasta potrà mai dire con certezza "io sono un pederasta". Il problema non è quello di essere in questo o in quell'umano modo, ma piuttosto di diventare inumano, anomalo: non diventare come una bestia, ma disfare l'organizzazione umana dei corpi, attraversare tale o talaltra zona d'intensità dei corpi, ricoprendo ciascuno le proprie zone, e i gruppi, le popolazioni, le specie che li abitano. Perché mai non dovrei parlare di medicina, pur non essendo medico, se ne parlo come un cane? Perché mai non dovrei parlare di droga, pur non essendo drogato, se ne parlo come un uccellino? E perché non dovrei inventarmi un discorso su una qualunque cosa, anche se questo discorso è completamente irreale e artificiale, senza che qualcuno mi domandi a che titolo lo tengo? La droga porta al delirio, perché io non potrei delirare sulla droga? Cosa ve ne fate della vostra "realtà"? Piatto realismo, il vostro». (Gilles Deleuze, «Lettera ad un critico severo» in Pourparler)

## Edizioni
- Gilles Deleuze e Félix Guattari, L'Anti-Œdipe, Paris, Minuit, 1972,  p. 496, ISBN 2-7073-0067-5.
- Gilles Deleuze e Félix Guattari, L'Anti-Edipo, trad. di Alessandro Fontana, Torino, Einaudi, 1975,  pp. XL-447, ISBN 88-06-16323-X.